# Liste der Baudenkmale in Lebus
In der Liste der Baudenkmale in Lebus sind alle denkmalgeschützten Gebäude der brandenburgischen Stadt Lebus und ihrer Ortsteile aufgelistet. Grundlage ist die Veröffentlichung der Landesdenkmalliste mit dem Stand vom 31. Dezember 2020.

## Baudenkmale in den Ortsteilen
In den Spalten befinden sich folgende Informationen:
- ID-Nr.: Die Nummer wird vom Brandenburgischen Landesamt für Denkmalpflege vergeben. Ein Link hinter der Nummer führt zum Eintrag über das Denkmal in der Denkmaldatenbank. In dieser Spalte kann sich zusätzlich das Wort Wikidata befinden, der entsprechende Link führt zu Angaben zu diesem Denkmal bei Wikidata.
- Lage: die Adresse des Denkmales und die geographischen Koordinaten. Link zu einem Kartenansichtstool, um Koordinaten zu setzen. In der Kartenansicht sind Denkmale ohne Koordinaten mit einem roten beziehungsweise orangen Marker dargestellt und können in der Karte gesetzt werden. Denkmale ohne Bild sind mit einem blauen bzw. roten Marker gekennzeichnet, Denkmale mit Bild mit einem grünen beziehungsweise orangen Marker.
- Bezeichnung: Bezeichnung in den offiziellen Listen des Brandenburgischen Landesamtes für Denkmalpflege. Ein Link hinter der Bezeichnung führt zum Wikipedia-Artikel über das Denkmal.
- Beschreibung: die Beschreibung des Denkmales
- Bild: ein Bild des Denkmales und gegebenenfalls einen Link zu weiteren Fotos des Baudenkmals im Medienarchiv Wikimedia Commons

### Lebus
| ID-Nr.                           | Lage                      | Bezeichnung                                         | Beschreibung | Bild                                                |
| -------------------------------- | ------------------------- | --------------------------------------------------- | --- | --------------------------------------------------- |
| 09180996                         | B 112 (Lage)              | Ziegelgewölbe-Brücke über das Kunersdorfer Fließ    | | Ziegelgewölbe-Brücke über das Kunersdorfer Fließ    |
| 09180501 Wikidata                | Bischofsplatz 19 (Lage)   | Stadtpfarrkirche St. Marien                         | Die evangelische Kirche wurde 1810 erbaut. Dabei wurden Reste eines Vorgängerbaus verwendet, der bei einem Brand zerstört wurde. Im Jahre 1945 wurde die Kirche abermals zerstört. Bis zum Jahre 1965 wurden das Langhaus und der Turm wieder hergerichtet, der Rest bleibt Ruine. | weitere Bilder                                      |
| 09181081 Teilobjekt zu: 09180501 | Bischofsplatz 19 (Lage)   | Orgel                                               | Ein Instrument der Orgelbau-Firma Sauer aus dem Jahr 1971. Sie wurde 1983 transloziert. | BW                                                  |
| 09180147                         | Kietzer Chaussee 1 (Lage) | Kulturhaus                                          | | Kulturhaus                                          |
| 09180502                         | Postberg (Lage)           | Sowjetischer Ehrenfriedhof                          | | weitere Bilder                                      |
| 09180146                         | Schulstraße 6-7 (Lage)    | Schul- und Küsterhaus                               | | Schul- und Küsterhaus                               |
| 09180900                         | Schulstraße 8 (Lage)      | Pfarrhaus mit Hofgebäude und Grundstückseinfriedung | Eingeschossiger Ziegelbau mit Krüppelwalmdach. Erbaut im Jahr 1804. Einfriedung: Ziegelbau mit Holzgatter. | Pfarrhaus mit Hofgebäude und Grundstückseinfriedung |
| 09181227 Teilobjekt zu: 09180900 | Schulstraße 8 ()          | Hofgebäude                                          | Datiert auf 1804/1850 (Änderungsbauten 1901/1928). | ein Bild hochladen                                  |

### Mallnow
| ID-Nr.   | Lage              | Bezeichnung          | Beschreibung | Bild           |
| -------- | ----------------- | -------------------- | --- | -------------- |
| 09180526 | Dorfstraße (Lage) | Ruine der Dorfkirche | Die Kirche wurde wahrscheinlich im 13. Jahrhundert erbaut. Seit 1945 ist die Kirche eine Ruine. Es war ein Feldsteinbau mit einem eingezogenen Rechteckchor. An der nordöstlichen Ecke befindet sich ein Schachbrettstein, deren Bedeutung unbekannt ist. | weitere Bilder |

### Schönfließ
| ID-Nr.                           | Lage                              | Bezeichnung | Beschreibung                                            | Bild           |
| -------------------------------- | --------------------------------- | --- | ------------------------------------------------------- | -------------- |
| 09180856                         | Schönfließer Dorfstraße 16 (Lage) | Ruine der Dorfkirche mit Denkmal für die Gefallenen des Ersten Weltkriegs, Grabstellen der gefallenen Soldaten des Zweiten Weltkriegs sowie straßenseitiger Kirchhofeinfassung |                                                         | weitere Bilder |
| 09181932 Teilobjekt zu: 09180856 | Schönfließer Dorfstraße 16 (Lage) | Kriegerdenkmal | Aus schwarzem Granit gearbeitet. Datiert auf 1920/1926. | Kriegerdenkmal |
| 09181310 Teilobjekt zu: 09180856 | Schönfließer Dorfstraße 16 (Lage) | Ehrenfriedhof | Soldatengräber mit 14 Holzkreuzen. Datiert auf 1990.    | Ehrenfriedhof  |

### Wulkow
| ID-Nr.                           | Lage                          | Bezeichnung                                                                                       | Beschreibung | Bild                        |
| -------------------------------- | ----------------------------- | ------------------------------------------------------------------------------------------------- | --- | --------------------------- |
| 09180739 Wikidata                | (Lage)                        | Dorfkirche                                                                                        | Die evangelische Kirche wurde wahrscheinlich 1687 erbaut. Im Inneren ein Hochaltaraufsatz aus der Zeit um 1700. | weitere Bilder              |
| 09181817 Teilobjekt zu: 09180739 | (Lage)                        | Taufengel                                                                                         | Eine Holzarbeit aus dem Jahr 1718 (in die Zinnschale eingraviertes Stiftungsjahr). | BW                          |
| 09181116 Teilobjekt zu: 09180739 | (Lage)                        | Orgel                                                                                             | Ein Instrument der Orgelbau-Firma Sauer aus dem Jahr 1974. Sie erfuhr eine Translozierung im Jahr 2003. | BW                          |
| 09180740                         | (Lage)                        | Herrenhaus mit Park und Wirtschaftshof mit Speicher, Stellmacherei sowie zwei Wirtschaftsgebäuden | Das ehemalige Gutshaus wurde 1697 erbaut. Um das Jahr 1900 wurde das Haus im Stil der Neurenaissance umgebaut. 1945 wurde das Haus zerstört. Der Park ist im 19. Jahrhundert angelegt worden und ist zum größten Teil erhalten. | weitere Bilder              |
| 09181818 Teilobjekt zu: 09180740 | Wulkower Dorfstraße 53 (Lage) | Gutspark                                                                                          | Parkgestaltung und Umsetzung durch Gartenarchitekt Eduard Neide im Jahr 1863. Eine Umgestaltung erfuhr der Park in den Jahren 1898-1902.                                                                                        | BW                          |
| 09181819 Teilobjekt zu: 09180740 | Am Gutshof 13 (Lage)          | Speicher                                                                                          | Auf einem Feldstein-Sockel in den Jahren 1931/1932 erreichteter dreigeschossiger Ziegelbau. An der Dorfstraße liegend, im nördlichen Teil Gutshofes.                                                                            | Speicher                    |
| 09181444 Teilobjekt zu: 09180740 | Am Gutshof 12 (Lage)          | Stellmacherei                                                                                     | Eingeschossiger Ziegelbau mit Krüppelwalmdach. In der Mitte des Gutshofes liegend. Datiert auf 1910/1940. | Stellmacherei               |
| 09181445 Teilobjekt zu: 09180740 | Am Gutshof 6 (Lage)           | Stall                                                                                             | Eineinhalbgeschossiger Ziegelbau mit Satteldach. Datiert auf 1851/1890. An der südlichen Herenhaus-Zufahrt befindlich. | BW                          |
| 09181446 Teilobjekt zu: 09180740 | Am Gutshof 7 (Lage)           | Wirtschaftsgebäude / Wohnhaus                                                                     | Es handelt sich um die ehemalige Scheune. Eineinhalbgeschossiger Ziegelbau mit Pultdach. Datiert auf 1851/1890 (Änderungsbauten 1930/1940). An der südlichen Herenhaus-Zufahrt liegend.                                         | BW                          |
| 09180741                         | (Lage)                        | Grufthaus, auf dem Kirchhof                                                                       | Die ehemalige Gruftkapelle wurde 1695 erbaut. | Grufthaus, auf dem Kirchhof |